# Bíró Dezső
Bíró Dezső, olykor Biró, 1897-ig Buxbaum (Budapest, 1880. szeptember 15. – Budapest, 1932. május 10.) könyvkötő, magyar szociáldemokrata politikus, a Népszava kiadóhivatalának vezetője.

## Élete
Buxbaum Miksa fűszerkereskedő és Ney Róza fia. Fiatalkorában két évig Németországban dolgozott, ahol bekapcsolódott a munkásmozgalomba. Hazatérése után a könyvkötők szakszervezetének vezetőségi tagja, illetve a Könyvkötők Lapjának szerkesztője lett. 1903-tól a Népszava kiadóhivatalának vezetőjeként dolgozott. 1917-ben a berni nemzetközi szakszervezeti konferencia magyar küldöttje volt, 1918-ban az őszirózsás forradalom alatt a Népőrséget szervezte. A következő év februárjában részt vett a II. Internacionálé berni konferenciáján, a Magyarországi Tanácsköztársaság alatt a Vörös Őrséget vezető politikai népbiztos, illetve április 7-étől a Testnevelési Ügyek Direktóriumának elnöke volt. Később emigrált, s 1923-ig Bécsben élt, majd visszatért Magyarországra, és ismét a Népszava kiadóhivatalának vezetőjeként dolgozott, továbbá a sportrovat egyik cikkírója lett. 1925-ben a fővárosi törvényhatóság bizottságának tagja, majd a Budapest Székesfővárosi Közlekedési Rt. igazgatósági tagja, illetve a Magyar Labdarúgók Szövetsége alelnöke lett. 1932. május 10-én délelőtt negyed 12-kor hunyt el.